# Behm Canal

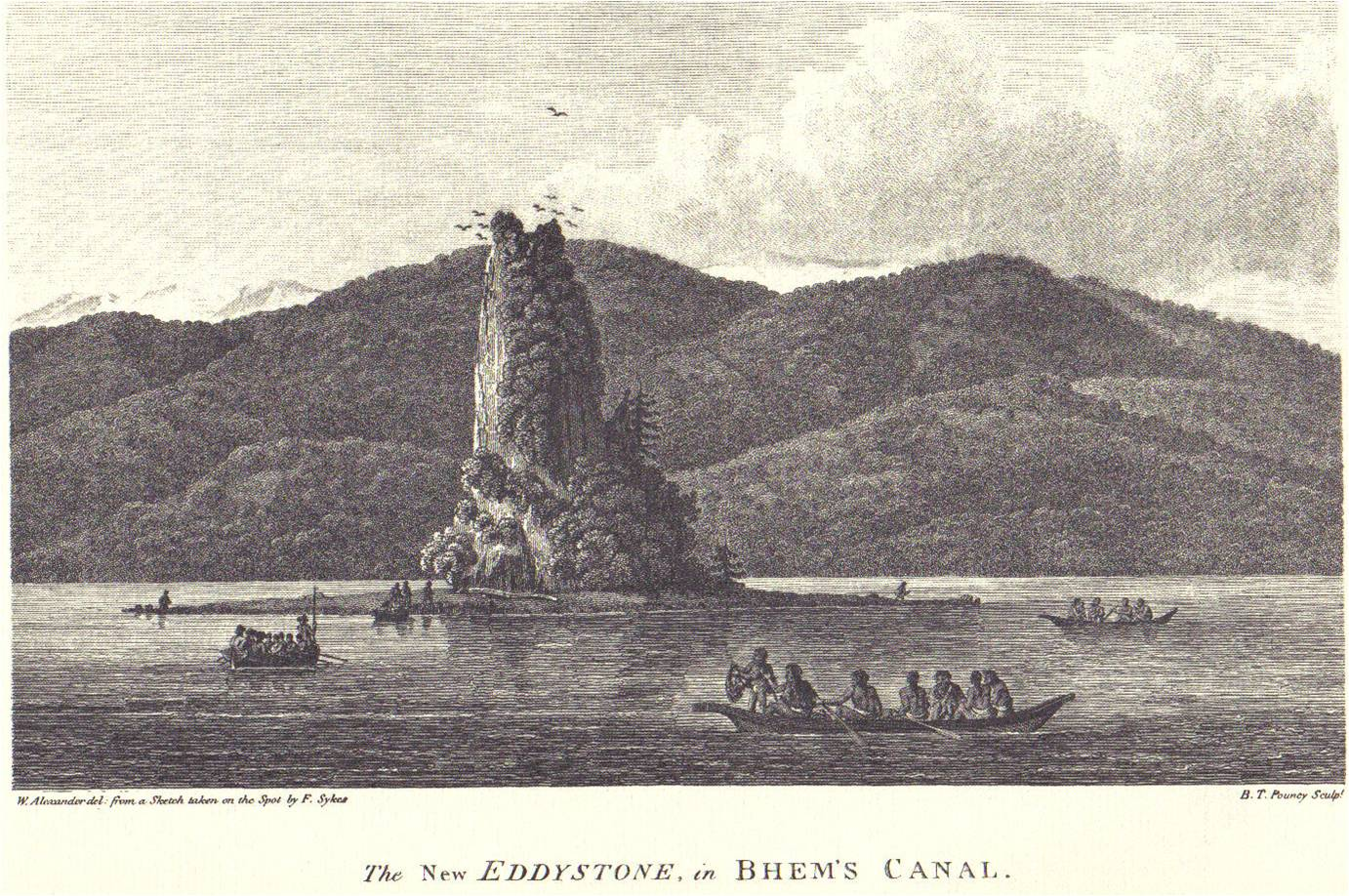
Het Behm Canal met New Eddystone Rock (rond 1798)

Het Behm Canal is een natuurlijk kanaal in de Alexanderarchipel in de Alaska Panhandle in het zuidoosten van Alaska in de Verenigde Staten.

## Geografie
Het kanaal is ongeveer 174 kilometer lang en scheidt Revillagigedo Island van het vasteland van Alaska, inclusief in het noordwesten het Cleveland Peninsula. Vanaf Clarence Strait loopt het kanaal noordwaarts en noordoostwaarts, door de Behm Narrows en langs de monding van de Unuk River, en vervolgens zuidwaarts naar het Revillagigedo Channel.
New Eddystone Rock is een grillig, veel gefotografeerd basalteiland in het Behm Canal.
Het waterlichaam ligt in de mariene ecoregio Noord-Amerikaans Pacifisch Fjordland.

## Geschiedenis
Het kanaal werd in 1793 in kaart gebracht en vernoemd door George Vancouver, ter ere van Magnus von Behm, die gouverneur van Kamtsjatka was in 1779 toen de schepen van kapitein James Cook, met Vancouver onder de bemanning, arriveerden in Petropavlovsk-Kamtsjatski kort na de dood van Cook in Hawaï. Het was Behm die het nieuws van Cooks dood naar Europa bracht.
Het kanaal wordt door de Southeast Alaska Acoustic Measurement Facility (SEAFAC) gebruikt als akoestische testlocatie voor onderzeeërs van de Amerikaanse marine.